# 拔萃女小學
拔萃女小學（英語：Diocesan Girls' Junior School）是拔萃女書院的附屬小學，建於1860年。校舍位於香港九龍佐敦道1號，與拔萃女書院共用同一校址，校門設在加士居道。拔萃女小學的畢業生均可以直接升讀拔萃女書院。
拔萃女小學是位處於油尖旺區的一所私立小學。學校是一間基督教的女校，校訓是「勵志揚善」，辦學團體是香港聖公會 ，現任校長為李安麗女士。學校的上課時間是全日，教學語言是英文，每年有測驗2次及考試2次。由於拔萃女小學是私立小學，學生每年須繳付學費70,000港元。
學校共有小一4班、小二4班、小三4班、小四4班、小五4班和小六4班。
學校的分班安排是按平均能力分班。

## 歷任校長
| 任次 | 校長              | 任期      |
| ---- | ----------------- | --------- |
| 1.   | Mrs. R. Benton    | 1975-1978 |
| 2.   | Mrs. J. Blomfield | 1978-1989 |
| 3.   | Mrs. R. Yip       | 1989-1999 |
| 4.   | Mrs. E. Dai       | 1999-2017 |
| 5.   | Mrs A. Lee        | 2017-2023 |
| 6.   | Dr H.Ming         | 2023-     |

## 著名校友
- 何韻詩：香港著名歌手。
- 陳靖琳：放學ICU小主持，家燕媽媽藝術中心資深學生，香港著名童星。
- 麥明詩：2009年會考10優狀元，《2015香港小姐競選》冠軍、最上鏡小姐。
- 龐卓欣：2015年香港小姐競選亞軍。
- 潘芳芳：香港女藝人
- 曾路得：香港女歌手
- 蘇慧音：香港乒乓球运动员[1]

## 外部連結
- Diocesan Girls' Junior School （页面存档备份，存于）